# Лангірано
Лангірано, Ланґірано (італ. Langhirano) — муніципалітет в Італії, у регіоні Емілія-Романья, провінція Парма.
Лангірано розташоване на відстані близько 360 км на північний захід від Рима, 90 км на захід від Болоньї, 22 км на південь від Парми.
Населення — 10 257 осіб (2014).
Щорічний фестиваль відбувається 25 липня. Покровитель — San Giacomo.

## Демографія
Населення за роками:

Станом на 1 січня 2023 року в муніципалітеті офіційно проживало 2309 іноземців з 59 країн, серед них 330 громадян країн Євросоюзу та 34 громадяни України.

## Сусідні муніципалітети
- Калестано
- Корнільйо
- Феліно
- Лезіньяно-де'-Баньї
- Нев'яно-дельї-Ардуїні
- Парма
- Тіццано-Валь-Парма